# Renata Waldgoni

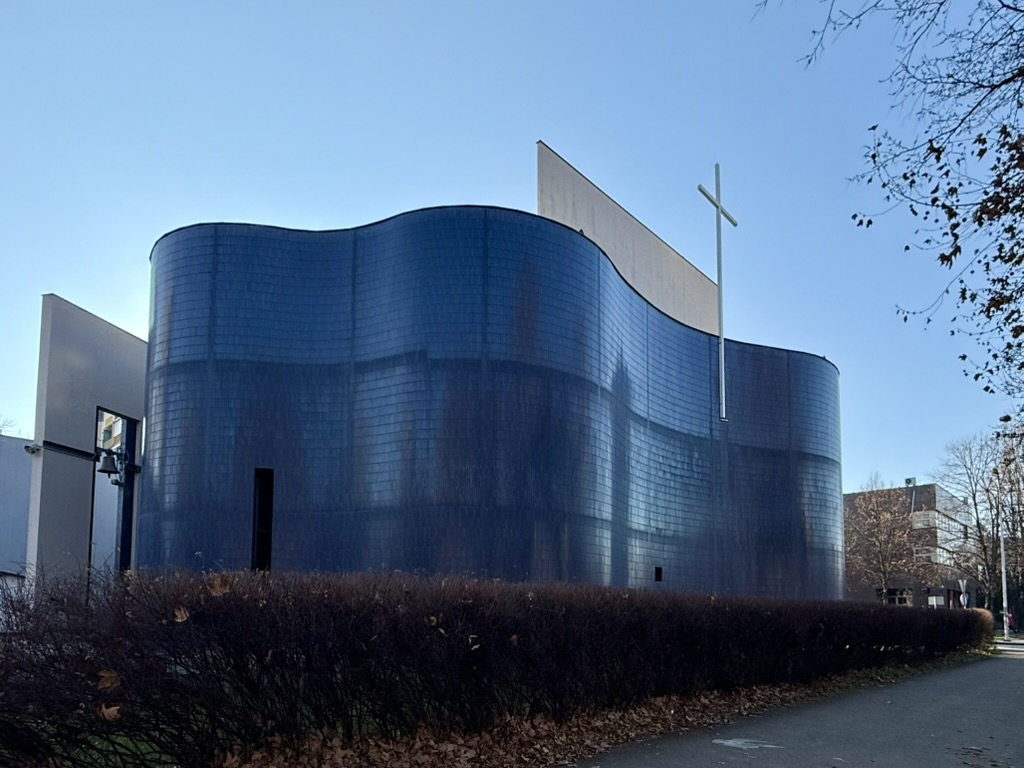
Kirche Johannes Evangelist, Utrina

Renata Waldgoni (* 25. April 1957 in Zagreb; † 26. Juni 2025 ebenda) war eine jugoslawische bzw. kroatische Architektin.

## Leben
Renata Waldgoni studierte Architektur und Baudenkmalpflege an der Universität Zagreb und war ab 1981 Assistentin bei dem dort lehrenden Professor Josip Vaništa (1924–2018) am Institut für Zeichnen und plastisches Gestalten. 2010 bis 2024 war sie ordentliche Professorin für Architektur an der Universität Zagreb und leitete dort die Abteilung für Zeichnen und Plastisches Gestalten. Sie unterrichtete außerdem im Studiengang Landschaftsarchitektur der Landwirtschaftlichen Fakultät und an der Akademie der Bildenden Künste (Abteilung Bildhauerei).
Einige Entwürfe wurden von Renata Waldgoni und Andrej Uchytil (* 1956), mit dem sie ab 1982 zusammenarbeitete und 1985 auf der Architekturbiennale Venedig ein Projekt ausstellte, gemeinsam erstellt. Darunter befinden sowohl Gesamtentwürfe als auch Inneneinrichtungen für Wohn- und Geschäftshäuser sowie Kirchen.
Beispiele sind:
- die Kirche Johannes Evangelist mit Gemeindezentrum, Zagreb, Stadtteil Novi Zagreb Ost/Utrina (1991, fertiggestellt 2008/2009)[2][3][4] - Gesamtentwurf
- das Gebäude der Filmproduktionsfirma „Blitz-film & video distribution“, Zagreb (1995) - Gesamtentwurf

## Ehrungen und Auszeichnungen
- Für die Kirche und das Pastoralzentrum St. Johannes des Apostels und Evangelisten in Novi Zagreb erhielten Renata Waldgoni/Andrej Uchytil 2009 den Großen Preis des Zagreber Salons.[1]
- Gemeinsam mit Andrej Uchytil erhielt Renate Waldgoni 2022 den Viktor-Kovačić-Preis der kroatischen Architektenvereinigung für ihr Lebenswerk.[5]
- 2023 wurde Renata Waldgoni für ihre Lehrtätigkeit im Bereich Kunst mit dem Universitätspreis „Ars Summa Universitatis“ ausgezeichnet.[1]